# شهرستان (مقاطعة فسا)
شهرستان (بالفارسية: شهرستان) هي قرية تقع في قسم كوشك قاضي الريفي في إيران. يقدر عدد سكانها بـ 557 نسمة بحسب إحصاء 2016.